# خبرگزاری تقریب
خبرگزاری تقریب، در محدوده اخبار جهان اسلام و موضوعات تقریبی فعالیت دارد. این خبرگزاری مؤسسه‌ای است فرهنگی و اسلامی که از سال ۱۳۸۵ به صورت پایگاه خبری شروع به فعالیت و از سال ۱۳۸۸ با اخذ مجوز رسمی از وزارت ارشاد اسلامی به عنوان خبرگزاری به ثبت رسیده و به پنج زبان فارسی، عربی، انگلیسی، اردو و فرانسه به تهیه و نشر اخبار و اطلاعات روز ایفای نقش می‌کند.
خبرگزاری بین‌المللی تقریب رسانه ای است وحدت گرا با رویکرد تقریبی که به صورت شبانه‌روزی در جهت اطلاع‌رسانی صحیح در راستای تحقق اهداف مجمع جهانی تقریب مذاهب اسلامی با تأکید بر اجرای دیپلماسی وحدت فعالیت می‌کند.
ریاست شورای سیاستگذاری این خبرگزاری به عهده محسن اراکی دبیرکل مجمع جهانی تقریب مذاهب اسلامی می‌باشد.

## فعالیت‌ها و رویکرد
این خبرگزاری در راستای سیاست وحدت اسلامی و ترویج آن پایه‌گذاری شده و فعالیت می‌کند.
این رسانه محصولات خود را به صورت اخبار، مصاحبه، یادداشت، گزارش، مقاله، عکس و تصویر، معرفی کتاب و تازه‌های نشر، ویژه نامه، تالار نظرات، کاریکاتور و نظرسنجی تهیه، تولید، و عرضه می‌کند.
مهمترین سرویس‌های ثابت این خبرگزاری عبارتند از:
- ادیان و مذاهب
- فرهنگ و جامعه
- سیاست و اقتصاد
- مقاومت
- بیداری اسلامی
- عکس
- چند رسانه ای

این خبرگزاری در کردستان، سیستان وبلوچستان، گلستان، خراسان شمالی و استان قم دارای خبرنگار می‌باشد. این خبرگزاری همچنین دارای ۴ نمایندگی رسمی ثبت شده در کشورهای لبنان، سوریه، وین، شبه قاره هند، و در کشورهای مصر، عراق، اردن، ترکیه دارای خبرنگار می‌باشد.

## مدیران
مرتضی بیات مدیرعامل این خبرگزاری است.